# Erigone malvari
Erigone malvari är en spindelart som beskrevs av Alberto Barrion och James A. Litsinger 1995. Erigone malvari ingår i släktet Erigone och familjen täckvävarspindlar.
Artens utbredningsområde är Filippinerna. Inga underarter finns listade i Catalogue of Life.